# Głomsk
Głomsk (prononciation : [ɡwɔmsk]) est un village polonais de la gmina de Zakrzewo dans le powiat de Złotów de la voïvodie de Grande-Pologne dans le centre-ouest de la Pologne.
Il se situe à environ 3 kilomètres au nord de Zakrzewo (siège de la gmina), 12 kilomètres au nord-est de Złotów (siège du powiat), et à 116 kilomètres au nord de Poznań (capitale de la Grande-Pologne).

## Histoire
De 1975 à 1998, le village faisait partie du territoire de la voïvodie de Piła.

Depuis 1999, Głomsk est situé dans la voïvodie de Grande-Pologne.
Le village possède une population de 500 habitants en 2006.